# Spathoptera
Spathoptera is een kevergeslacht uit de familie van de boktorren (Cerambycidae). De wetenschappelijke naam van het geslacht werd voor het eerst geldig gepubliceerd in 1835 door Audinet-Serville.

## Soorten
Spathoptera is monotypisch en omvat slechts de volgende soort:
- Spathoptera albilatera Audinet-Serville, 1835